# Podmornice klase Walrus
Klasa Walrus je klasa nizozemskih dizel-električnih podmornica i jedine su podmornice trenutno u uporabi u nizozemskoj ratnoj mornarici. Nasljedila je podmornice klase Zwaardvis. Prvotno je bila planirana izgradnja 6 podmornica ove klase, ali je zbog manjka financijskih sredstava narudžba zadnje dvije podmornice otkazana.

## Zahtjevi projekta
Tijekom izrade studija za projekt, razmatrane su mnoge opcije, od kojih su neke bile izgradnja nuklearne ili dizel-električne propulzije. Razmatrala se i suradnja s Britancima za razvoj zajedničkog projekta, no zbog uspjeha prethodne klase Zwaardvis odabrana je izgradnja dizel-električnih podmornica s minimalno 1900 tona površinske istisnine. Položaj Nizozemske (na Sjevernom moru, odnosno Atlantskom oceanu) i njezine obveze u sklopu NATO saveza uvjetovali su da nove podmornice budu namijenjene za ophodnju i izviđanje ponajprije u Istočnom Atlantiku, Sjevernom i Norveškom moru, napadaje torpedima i projektilima na površinske i podvodne ciljeve, obavljanje posebnih zadaća i združeno djelovanje s vlastitim te NATO snagama. Sve to uz smanjene troškove održavanja i eksploatacije u odnosu na klasu Zwaardvis. Takva namjena dovela je do stvaranja projektnog zahtjeva za relativno velikom oceanskom podmornicom (standardne istisnine oko 2000 tona), velike dubine ronjenja i zadaće duljine trajanja do 60 dana. Neki od posebnih zahtjeva su bili velika podvodna brzina i nečujnost trupa, visoka manevribilnost i automatizacija brodskih sustava kako bi se smanjio broj potrebnih članova posade, smanjenje troškova održavanja i drugo.

## Gradnja podmornica
Projekt podmornica klase Walrus temeljio se na projektu klase Zwaardvis te se u početnoj razvojnoj fazi vodio pod oznakom "modificirani Zwaardvis". No, poboljšanja ugrađena u tada novi nizozemski projekt dovela su do znatnih razlika u odnosu na početno zamišljeni projekt tako da je stvorena nova klasa dizel-električnih podmornica. Najveći utjecaj na promjenu projekta u odnosu na projekt Zwaardvis imali su zahtjevi za smanjenjem operativnih troškova i poboljšanjem operativnih značajki. Projekt je rezultat suradnje između Ureda za nabavu vojne opreme nizozemske ratne mornarice, brodograđevnog poduzeća Rotterdamse Droogdok Maatschappij (RDM) te projektnih ureda NEVESBU (NEderlandse VErenigde Scheepsbouw BUreaus) i VEREBUS.
Gradnja prve jedinice započela je godine 1978. u hali rotterdamskog brodogradilišta poduzeća RDM koje se specijaliziralo za gradnju podmornica. Zanimljivo je kako je to bilo već prije potpisivanja ugovora o njezinoj gradnji 19. lipnja 1978., tako da se službeno polaganje kobilice (gradnja broj 348) zbilo 11. listopada 1979. Ugovor o gradnji druge jedinice (gradnja br. 349) potpisan je 17. prosinca 1979., a treće i četvrte 16. kolovoza 1985. (gradnje br. 352 i 353). U početku se predviđala gradnja niza od šest podmornica, no u srpnju 1987. zbog pomanjkanja financijskih sredstava nizozemski parlament je otkazao gradnju posljednjih dviju prvotno planiranih jedinica, tako da su na kraju izgrađene četiri podmornice.
Tijekom gradnje prvih dviju jedinica odlučeno je da se u njih ugrade veći generatori te im se zbog toga morao naknadno produljiti trup. Prva jedinica porinuta je 28. listopada 1985. i dobila je ime "Walrus". Tijekom opremanja u suhom doku brodogradilišta RDM 14. kolovoza 1986. u njezinom trupu je izbio požar koji je uništio instalacije i elektroničku opremu. Nakon požara smatralo se kako će podmornica morati biti izrezana, no kako trup nije bio oštećen početkom 1987. odlučeno je da se Walrus popravi i dovrši te je podmornica 2. svibnja iste godine ponovno vraćena na navoz.
U lipnju 1987. porinuta je druga jedinica te klase nazvana "Zeeleeuw" (S 803). Ispitne plovidbe započele su 28. listopada] 1988. i trajale godinu dana, nakon čega se podmornica vratila u brodogradilište. Primljena je u službu 25. travnja 1990. i postala potpuno operativna početkom 1991. kao prva jedinica nove klase te se tijekom osamdesetih ta klasa često spominjala i kao klasa Zeeleeuw. Gradnja oštećene jedinice je nastavljena (njezina cijena se zbog požara povećala za oko 30 posto) i ona je ponovno porinuta 13. rujna 1989., da bi konačno ušla u službu 25. ožujka 1992. kao Hr.Ms. Walrus (S 802). Treća podmornica, Hr.Ms. Dolfijn (S 808), primljena je u službu Konklijke marine 29. siječnja 1993., dok je posljednja jedinica Hr.Ms. Bruinvis (S 810) primljena u sastav flote nizozemske ratne mornarice 5. srpnja 1994.
Zanimljivo je kako je gradnja podmornice Hr.Ms. Walrus trajala punih trinaest godina (to je najskuplje plovilo ikad izgrađeno za nizozemsku mornaricu), dok je Hr.Ms. Bruinvis izgrađena za šest godina. Ukupno predviđena cijena projektiranja i gradnje četiriju podmornica u početku je bila 212,5 milijuna guldena (132,5 milijuna dolara), ali se kasnije popela za više nego dvostruko, tj. na 470 milijuna guldena (294 milijuna dolara).

## Osnovne značajke
Duljina podmornica klase Walrus je 67,7 metara, širina 8,4 m, a gaz na površini 7 m. Površinska im je istisnina 2465 tona (prema službenim podatcima mornarice 2350 tona), podvodna 2800 tona, a standardna 1900 tona. Mogu zaroniti do dubine 300 m, a znatno povećanje (oko 50 posto) u dubini ronjenja u odnosu na podmornice klase Zwaardvis proizašlo je zbog primjene čelika povišene čvrstoće HY1003 te smanjenja broja brodskih sustava koji su pod punim pritiskom dubine ronjenja. Operativna autonomnost podmornica je 50 dana. Podmornice klase Walrus imaju 50 članova posade od kojih su sedam časnici. Visoki smještajni komfor potvrđen je činjenicom što svaki član posade ima svoj ležaj, a život u podmornici organiziran je u šesterosatna razdoblja službe i odmora.

### Konstrukcija
Laki trup je hidrodinamički oblikovan poput lakog trupa klase Zwaardvis. Čvrsti trup podmornice je nejednakog promjera po duljini i podijeljen je u tri odsjeka, od kojih je središnji jednotrupne, a krmeni i pramčani odsjeci dvotrupne izvedbe kako bi se omogućio najprikladniji smještaj glavnih balastnih tankova. Središnji odsjek ima tri razine. Na gornjoj razini smješteni su središnja upravljačka kabina, kabine komunikacijskih sustava i kabine za smještaj posade. U srednjoj razini također su kabine i prostori za posadu, a na donjoj razini nalazi se prostor akumulatorskih baterija. Pramčani dio zauzimaju torpedni prostor i razna spremišta. U čvrstom trupu se nalaze dvije izlazne komore te platforme za prihvat podmornice kod operacija kolektivnog suhog spašavanja.
Kako se zbog posljedica šoka i buke zahtijevalo temeljenje svih sustava na posebno projektiranim temeljima otpornim na šok, svi su temelji i razna pričvršćenja vrlo pažljivo ispitani u različitim nizozemskim laboratorijima. Posebna pozornost je zbog mogućih posljedica šoka posvećena i svim izlazno/ulaznim ventilima. Kako bi se udovoljilo često suprotstavljenim zahtjevima šoka i buke, laboratorijskim ispitivanjima morala se dokazati predviđena razina buke. Uz to izvedena je i dodatna automatizacija podmornice kako bi se izbjegli potencijalni izvori buke ovisni o vrsti operacije. Za čelik tipa HY-100 razvijen je posebni postupak zavarivanja i konstrukcije. Zbog većeg vanjskog pritiska (veće dubine ronjenja) u odnosu na klasu Zwaardvis također su se zahtijevale i projektne modifikacije za, primjerice, prodore u trup i ventile te pripadne sustave cjevovoda.

### Propulzija i upravljanje
U podmornice klase Walrus ugrađena su po tri Dieselova motora od kojih svaki ima snagu 1715 kW (2300 KS) uz potrošnju goriva 300 g/kWh. Prve dvije jedinice imaju francuske motore SEMT-Pielstick 12 PA4 V200 VG, a preostale dvije nizozemske motore Brons-Werkspoor 0-RUB 215X121. Površinska brzina je 13 čvorova, dok je brzina u šnorkel plovidbi 9 čv pri kojoj se može postići i najveći doplov od 10.000 nautičkih milja. Za Dieselove motore podmornica može ukrcati do 310 tona goriva, a učinkoviti sedmokraki brodski vijak osigurava tihu plovidbu.
Najveću podvodnu brzinu 21 čv osigurava pogonski elektromotor Holec snage 5 MW (6800 KS). Zahvaljujući posebnom odrivnom ležaju motor može podnijeti nagib od 35 stupnjeva. Napajanje električnom energijom elektromotora osigurano je s 420 baterijskih članaka Varta koji su podijeljeni u dva odjeljka aku-baterija. Elektromotor je dvokotveni i potpuno zatvorene izvedbe, niskog šuma i s visokom zaštitom od šokova. Njegov rashladni sustav je zatvoren, a rabi prisilnu ventilaciju i hlađenje vodom kao posebni sustav.
Kao pomoćni strojevi rabe se dva Dieselova generatora Holec Type 304 snage 980 kW, a isto poduzeće isporučilo je i pretvarački sustav za precizno podešavanje brzine i visok stupanj djelovanja. Pretvarački sustav je ugrađen u elektromagnetski oklopljene ormariće te rabi širokopojasne filtre kako bi se time elektromagnetska zračenja svela na najmanju moguću mjeru. Ugrađeni su i posebni filtri za "glađenje" koji smanjuju magnetsku buku. Strojarnica i elektroenergetski prostor u kojem se nalazi glavna razvodna ploča potpuno su automatizirani.
Novina primijenjena na klasi Warlus bilo je uvođenje sustava međuhlađenja strojeva koji omogućuje manji broj otvora za usisne i ispušne ventile na čvrstom trupu. Upravljanje propulzijom provodi se sa središnjeg upravljačkog pulta u upravljačkoj kabini koji je funkcionalno podijeljen na lijevu stranu koja se uglavnom odnosi na propulziju i desnu stranu za kontrolu hidrostatskih značajki podmornice (trim, težina, ventili trupa, pirenje glavnih balastnih tankova, itd.).
Položaju, tipu i pogonu kormilarskih i stabilizirajućih površina dano je posebno značenje. Kormila su X tipa, a na tornju su ugrađena pramčana dubinska kormila (stabilizatori) čime je dobiveno niz prednosti, od smještajnih, maritimnih pa do efektivnih. Kormilarski X sustav je složeniji od klasičnih sustava kormila, što rješava mikroprocesor, ali je učinkovitiji kod svih brzina i povoljniji za smještaj. Takav sustav radi s četiri nezavisno upravljana kormila. Kod kormila raspoređenih u X konfiguraciju može se u pojedinim slučajevima, zbog maksimalnog iskorištenja kormila, ići i do kutova zaokreta od čak 90 stupnjeva, što je znatno više u odnosu na konvencionalna kormila s kutom zaokreta koji iznosi najviše 35 stupnjeva.
Kormilarski pult nadzire samo jedan poslužitelj koji upravlja kormilarenjem po horizontali i dubinskim kormilarenjem. Ugrađen je i autopilot za automatsko održavanje kursa i kontrolu dubine.

### Naoružanje
Podmornice klase Walrus naoružane su s četiri američke torpedne cijevi Mk 67 promjera 533 mm iz kojih se s bilo koje operativne dubine mogu lansirati torpeda i protubrodski projektili. Rabe se američka, žicom vođena torpeda Honeywell Mk 48 Mod 4 dometa 20,5 Nm (38 km) pri brzini 55 čv kod aktivnog, odnosno 27 Nm (50 km) pri brzini 40 čv kod pasivnog načina vođenja s bojnom glavom mase 267 kg i Alliant Techsystems (Honeywell) NT 37D dometa 10,8 Nm (20 km) pri brzini 35 čv s bojnom glavom mase 150 kg. Ukupno se može ponijeti do 20 torpeda, a umjesto njih može se ukrcati do 40 na dnu ležećih mina.
Bila je predviđena nabava protubrodskih projektila McDonnell Douglas UGM-84 Sub-Harpoon dometa do 70 Nm (130 km) pri čemu bi podmornice najčešće nosile osam projektila. Do nabave Harpoona nije došlo iako je Hr.Ms. Dolfijn rabljena za ispitivanja njegove školske inačice UTM-84-3D.

## Elektronička oprema
U trup je ugrađen sonarski sustav Thomson Sintra TSM 2272 Octopus razvijen iz francuskog sustava DUSV 22 Elodone posebno za klasu Warlus. Istodobno može pratiti 12 ciljeva, a ima aktivni, adaptivni, pasivni i presretački način rada na srednjim frekvencijama. Uz njega podmornice rabe i pasivni britansko-nizozemski tegljeni sonarni niz GEC Avionics Type 2026 (službene britanske oznake Integrated Sonar Phase I) koji radi na vrlo niskim frekvencijama te pasivni panoramski sonar Thomson-Marconi DUUX 5 Fenelon.
Radar Signaal ZW 07 (licencni Racal-Decca 1001) instrumentalnog dometa 16 Nm (29 km) za cilj površine 10 m2, koji radi u I. frekvencijskom opsegu, služi za motrenje morske površine i navigaciju. Za elektroničku potporu rabi se sustav Boeing ARGOSystems AR 700A(V) koji pokriva područje od 0,5 do 18 GHz služi za motrenje, upozorenje, otkrivanje i raščlambu signala.
Podmornice klase Walrus rabe zapovjedni sustav Signaal SEWACO VIII (Sensor Weapon Command and Control) koji je smješten u središnjoj upravljačkoj kabini u sredini podmornice. Sustav SEWACO nadzire napadajna djelovanja na podmornice i površinske brodove, izviđanje, polaganje mina, i druge operacije, dok se za nadzor paljbe torpeda i projektila rabi integrirani podsustav GTHW.
Na podmornice je ugrađen i sustav za obradu podataka Signaal GIPSY (Ged'ntergreed Informatie en Presentatie Systeem) u koji je integriran i sustav SEWACO. Kako bi sustavu GIPSY osigurali informacije, te uz pomoć njega upravljanje podsustavima, svi glavni podsustavi sustava SEWACO međusobno se isprepleću sa sustavom GIPSY. Integracijom su uključeni: centralizirano upravljanje podsustavima za prosljeđivanje i raščlambu podataka te sustavom naoružanja, senzori, prikaz na monitoru svih podataka koji dolaze iz navedenih podsustava i središnji sustav zapisivanja podataka za kontaktnu identifikaciju te procjena putanje torpeda. Sustav GIPSY rabi sedam višefunkcionalnih konzola sa zaslonima dijagonale 40,6 cm, četiri računala (prve dvije jedinice tipa SMR-MU, druge dvije tipa SMR-MV) te međusklopove za povezivanje sa sonarskim sustavom Octopus i radarom.
Ugrađena su i dva periskopa koji se rabe na dubinama do 18. U početku su to bili modeli poduzeća Pilkington Optronics; napadajni CH 74 i motrilački CK 24, dok sada podmornice imaju napadajno-motrilačke periskope Kollmorgen Mk 76. Za inercijalnu navigaciju rabi se sustav Sperry Mk 29 Mod 2A, a za satelitsku GPS sustav Magnavox.
Za sve razine obuke posade izgrađen je podmornički trener PLATFORM britanskog poduzeća Singler Link Miles i nizozemskog Van Rietschoten and Houwens. U sklopu trenažera ugrađen je sustav IMCS i sustav za upravljanje kormilarenjem. IMCS je postavljen na platformu s različitim pokretnim funkcijama kako bi se što točnije simuliralo ponašanje podmornice, a smješten je u, posebno za tu namjenu, projektiranom kopnenom središtu za izobrazbu u mornaričkoj bazi Den Helder.

## Automatizacija
Smanjenje broja članova posade u podmornicama klase Walrus postiglo se objedinjavanjem raznih radnih zadaća i znatnom primjenom automatizacije i to ne samo kod sustava prijenosa podataka, upravljanja naoružanjem i senzorima, već i kod samog upravljanja podmornicom.
Naime, ta klasa podmornica ima integrirani sustav prikazivanja stanja objekta i upravljanja njime. Sustav IMCS (Integrated Monitoring and Control System) razvijen je u nizozemskom poduzeću Rietschoten & Houwens (R&H), a čine ga lokalne jedinice za prikupljanje i prosljeđivanje podataka (računala) raspoređenih po objektu koje uzimaju podatke od velikog broja izvora i prenose ih do središnjeg računala, gdje se oni dalje obrađuju i prikazuju poslužitelju. Svim sustavima u podmornici upravlja se s jednog mjesta, središnje upravljačke prostorije (senzorima, naoružanjem, komunikacijama i zapovijedanjem, kormilarenjem te brodskim službama).
Svako mjesto ima svoj vizualni pokazivač. Pokazivači s grafikom u boji prikazuju informacije u obliku mimičkog dijagrama ili alfanumeričkih izraza. Sustav IMCS uključuje i određeni broj automatskih upravljačkih modula (Automatic Control Module, ACM) od kojih je svaki posvećen posebnoj funkciji, a omogućuju automatsko upravljanje podmornicom. Najvažniji automatski upravljački moduli su: sustav za upravljanje propulzijom, sustav za punjenje akumulatorskih baterija, sustav za upućivanje i zaustavljanje Dieselovog motora te sustav za upravljanje trimom.

### Sustav za upravljanje propulzijom
Sustav za upravljanje propulzijom (eng. Propulsion Control System, PCS), automatski upravlja brojem okretaja porivnog elektromotora uz pomoć serijskog ili paralelnog uključivanja/isključivanja (preklapanja) svih Dieselovih motora i dvije akumulatorske baterije. Sa središnjeg upravljačkog pulta zadaje se traženi broj okretaja porivnog elektromotora. Sustav za upravljanje propulzijom tada automatski postavlja manevarske sklopke u manevarskoj rasklopnoj ploči u pravilnu konfiguraciju, usklađujući ih sa zahtijevanim modom propulzije (šuljanje/spora plovidba/ophodna brzina/brza plovidba). Na taj način upravljanje propulzijom postaje jednostavna operacija preko upravljačkog pulta.

### Sustav za punjenje akumulatorskih baterija
Automatsko upravljanje postupkom punjenja dviju akumulatorskih baterija (jedna baterija u pramčanom dijelu i jedna u krmenom dijelu podmornice) provodi se sustavom za punjenje akumulatorskih baterija (eng. Battery Charging System, BCS). Punjenje se može obaviti uz pomoć jednog, dva ili tri Dieselova motora istodobno. Sustavom za punjenje baterija upravlja se Dieselovim motorima tako da se u prvoj fazi obavlja punjenje strujom stalne jakosti. Traženu vrijednost struje prethodno podešava poslužitelj na središnjem upravljačkom panelu. Kada se dosegne napon plinjenja (za vrijeme punjenja iz elektrolita se pri naponu 2,4 V i 30μC, oslobađa vodik- tzv. plinjenje), sustav za punjenje baterija se automatski preklapa na punjenje kod kojeg se napon održava stalnim, a struja se postupno smanjuje. Takvo punjenje se održava sve dok jakost struje ne padne ispod prethodno podešene minimalne struje.
Poslužitelj za središnjim kontrolnim pultom također može odabrati druge tipove punjenja, kao što je brzo punjenje, pred punjenje ili stalno punjenje kod kojeg se aku-baterije održavaju na stalnom naponu. U svakom od tih slučaja sustav za punjenje baterija automatski upravlja punjenje aku-baterija strujom.

### Sustav za upućivanje i zaustavljanje Dieselovih motora
Tijekom šnorkel i površinske plovidbe sustav za upućivanje i zaustavljanje Dieselovih motora (eng. Diesel Start-Stop System, DSS) automatski upravlja radom pogonskih Dieselovih motora. Prije upućivanja u rad Dieselovog motora provjeravaju se brojni početni uvjeti, pa se tek tada aktivira sustav upućivanja. Kad se postigne dovoljni pritisak u ispušnim cijevima ugrađenim unutarčvrstog trupa podmornice, a brzina okretaja Dieselova motora postane dovoljno velika za osiguranje njegovog pravilnog rada, otvaraju se glavni ispušni ventili. To rezultira propuhivanjem zaostale morske vode iz ispušnih cijevi (čak i u slučaju kada se pokrene samo jedan Dieselov motor). Cijeli slijed upućivanja provodi se automatski sustavom za upućivanje i zaustavljanje Dieselovog motora.
Pri upućivanju može se izdati i automatska zapovijed za izvanrednim zaustavljanjem rada Dieselova motora u slučaju kad pritisak unutar podmornice padne ispod dopuštene razine do kojeg dolazi zbog predugog produljenog otvaranja vršnih ventila šnorkela kada ih zalijevaju valovi, a Dieselovi motori tada usisavaju zrak iz podmornice.
Postupak redovnog zaustavljanja Dieselovog motora provodi se izdavanjem zapovijedi za zustavljanje, te se tada automatski s vremenskom odgodom zatvara glavni ispušni ventil. Vremenskom odgodom zatvaranja izbjegava se povećanje unutrašnjeg pritiska u ispuhovodima Dieselovog motora osiguranjem određenog vremenskog razdoblja tijekom kojeg dolazi do dovoljnog smanjenja brzine okretaja Dieselovog motora. Odgoda vremena je pažljivo izabrana, tako da ne postoji rizik prodora vode u glavni ispušni ventil.
Sustavom za upućivanje i zaustavljanje Dieselovih motora se također nadzire i automatski sustav usisa zraka (dizanje/spuštanje šnorkel cijevi i otvaranje/zatvaranje vanjskih i unutarnjih ventila za usis zraka). Prijelaz na šnorkel plovidbu tako postaje potpuno automatski dok je podmornica zaronjena što rezultira u daljnjem smanjenju opterećenja poslužitelja.
Uz taj sustav postavljen je i posebni integrirani sustav za praćenje i prikazivanje radnih uvjeta (eng. Integrated Conditioning and Monitoring System, ICMS) koji prati, provjerava i pohranjuje sve bitne podatke kao što su temperature ispušnih plinova, rashladne vode, pritisak ulja za podmazivanje Dieselovih motora i brzina okretaja prikazujući podatke na monitoru te prikazuje buduće probleme.
Poduzeće RDM projektiralo je i patentiralo posebni šnorkelski jarbol koji omogućuje rad Dieselovog motora i po lošem vremenu s jarbolom podignutim tek nešto iznad morske površine. Naime, tijekom šnorkel plovidbe sa središnjeg upravljačkog pulta moguće je isprazniti šnorkel tank automatski. šnorkel tank djeluje kao odbojnik za morsku vodu koja može prodrijeti u podmornicu preko sustava za usis zraka. Sva voda koja uđe u jarbol šnorkela odvaja se i sprema u taj tank, tako da nikad ne ulazi u Dieselov motor, a šnorkel tank mora se stoga ponovo povremeno prazniti.

### Sustav upravljanja trimom
Zaranjanje i izranjanje podmornice omogućuje sustav upravljanja trimom (Trim Control System, ATS) koji nadzire rad svih crpki i ventila osiguravajući tako djelotvorno prebacivanje vode između tankova i u skladu s proračunima kormilarskog sustava. U kormilarski položaj uklopljen je mikroprocesorski sustav koji izdaje preporuke za trimovanje i/ili ispravljanje težina. Nakon potvrde od poslužitelja na središnjem upravljačkom pultu (s jednim pritiskom tipke za nadzor) preporučena korekcija se provodi automatski sustavom za nadzor trima. Trimovanje se može obaviti od pramca prema krmi podmornice (ili obratno) i prebacivanje vode iz vanjskih u unutrašnje kompenzacijske tankove (ili obratno).

## Plovila u klasi
Lista podmornica u klasi Walrus:

### HNLMSWalrus(S802)
- Brodogradilište:  Nizozemska (brodogradilište R.D.M. u Rotterdamu)
- Kobilica položena: 11. listopada 1979.
- Porinut: 13. rujna 1989. (prvotno 18. listopada 1985., ali je izbio požar na instalacijama)
- Korisnik:  Nizozemska
- Uveden u službu: 25. ožujka 1992.
- Status: U aktivnoj službi (2012.)

Izvori:

### HNLMSZeeleeuw(S803)
- Brodogradilište:  Nizozemska (brodogradilište R.D.M. u Rotterdamu)
- Kobilica položena: 24. rujna 1981.
- Porinut: 20. lipnja 1987.
- Korisnik:  Nizozemska
- Uveden u službu: 25. travnja 1990.
- Status: U aktivnoj službi (2012.)

Izvori:

### HNLMSDolfijn(S808)
- Brodogradilište:  Nizozemska (brodogradilište R.D.M. u Rotterdamu)
- Kobilica položena: 12. lipnja 1986.
- Porinut: 25. travnja 1990.
- Korisnik:  Nizozemska
- Uveden u službu: 29. siječnja 1993.
- Status: U aktivnoj službi (2012.)

Izvori:

### HNLMSBruinvis(S810)
- Brodogradilište:  Nizozemska (brodogradilište R.D.M. u Rotterdamu)
- Kobilica položena: 11. travnja 1988.
- Porinut: 25. svibnja(? - možda je travanj) 1992.
- Korisnik:  Nizozemska
- Uveden u službu: 5. srpnja 1994.
- Status: U aktivnoj službi (2012.)

Izvori:

### Unutarnje poveznice
- Podmornice klase Oyashio
- Podmornice klase Kilo

### Zajednički poslužitelj
|  | Zajednički poslužitelj ima stranicu o temi Walrus class submarines    |
|  | Zajednički poslužitelj ima još gradiva o temi Walrus class submarines |